# دنیس فیلیمونوف
دنیس فیلیمونوف (اوکراینی: Денис Володимирович Філімонов؛ زادهٔ ۴ ژانویهٔ ۱۹۷۱) بازیکن فوتبال اهل اتحاد جماهیر شوروی سوسیالیستی است.
از باشگاه‌هایی که در آن بازی کرده‌است می‌توان به باشگاه فوتبال کریفباس کریفیی ریه اشاره کرد.